# Personnages de Hitman
 (mars 2023).
Si vous disposez d'ouvrages ou d'articles de référence ou si vous connaissez des sites web de qualité traitant du thème abordé ici, merci de compléter l'article en donnant les références utiles à sa vérifiabilité et en les liant à la section « Notes et références ».

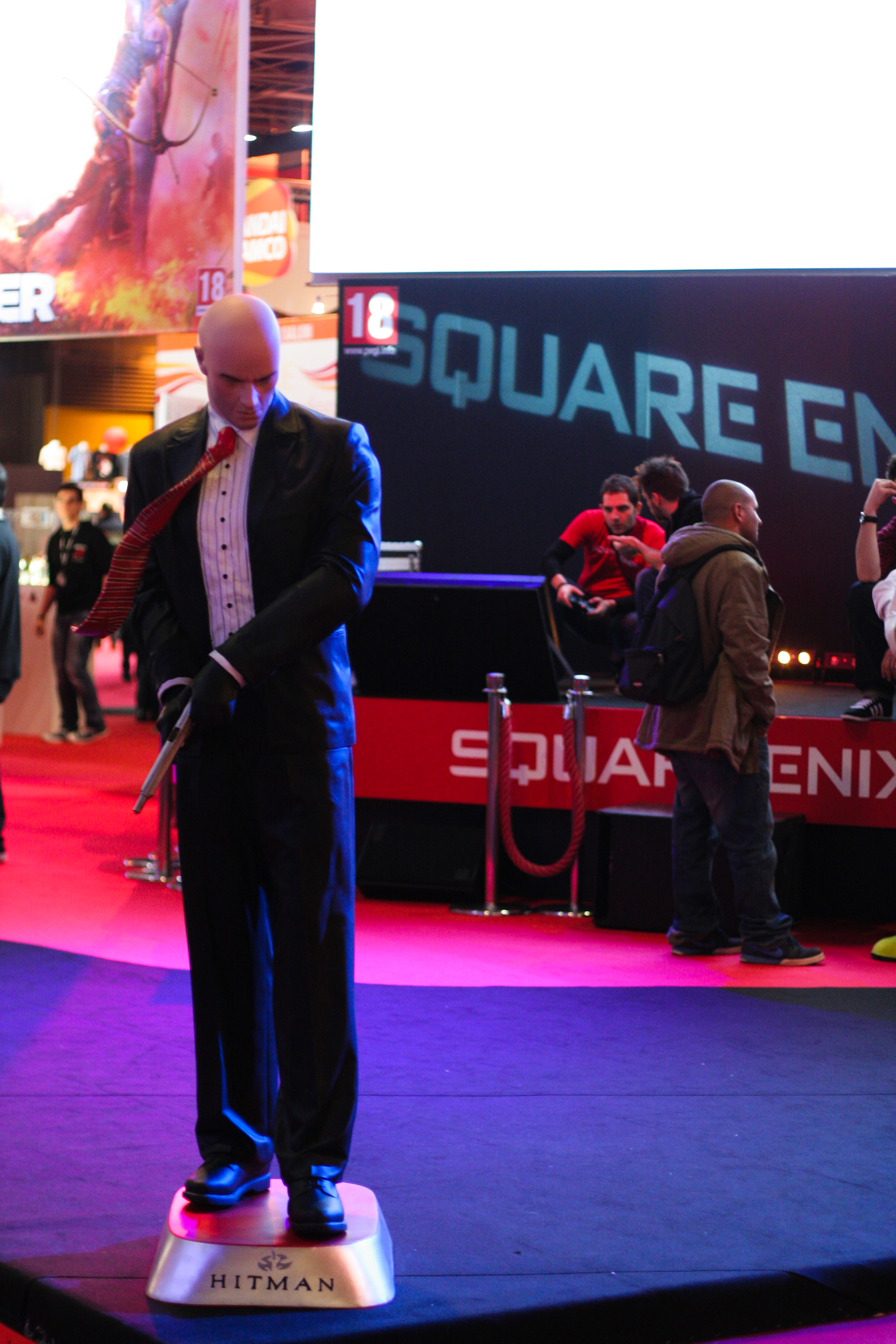
Une statue à l'effigie de l'agent 47, protagoniste principal des jeux de la série, à la Paris Games Week en 2012.

Cette liste répertorie tous les personnages principaux et secondaires des jeux de la série de jeux vidéo Hitman. Les cibles de 47 ne sont pas incluses dans la liste, à moins que celles-ci aient une véritable importance dans l'histoire.

## Personnages récurrents

### 47
47 est un tueur à gages créé à partir de l'ADN de cinq des plus dangereux criminels de la planète. Sa création s'inscrit dans le cadre d'un programme de recherche clandestin sur la création d'un être ultime, parmi plusieurs dizaines d'autres clones. 47 est l'aboutissement de ce programme, il est le clone le plus abouti mais aussi le seul à avoir gardé des sentiments humains. Son nom provient du code-barres tatoué sur sa nuque, 640509-040147, qui reste le seul moyen d'identifier un clone d'un autre. Il est grand, chauve et porte habituellement un costume noir et une cravate rouge.
On apprend à partir d'Hitman (2016) et de la trilogie qui suit que 47 a eu un ami, dans sa jeunesse dans un pensionnat en Roumanie. Celui-ci se nommait le sujet 6, avant de changer de nom pour devenir Lucas Grey.

### Diana Burnwood
Diana Burnwood, de son nom complet Diana Penelope Burnwood, est l'agent de liaison de 47 avec l'ICA (ou l'Agence), l'agence de mercenaires clandestine qui l'emploie. Elle communique avec 47 uniquement à distance, sauf lorsque les événements l'obligent à venir en personne. Son rôle est principalement d'informer 47 sur ses contrats, de lui acheter l'équipement qu'il désire, et de le payer.
Son rôle prend une plus grande importance dans Hitman: Blood Money où elle élabore une contre-attaque pour contrer la Franchise, une agence concurrente, qui élimine tous ses agents sur le terrain, en se faisant passer pour un agent double. Seule survivante avec 47, elle part à sa rencontre et profite de la confiance qu'il lui accorde pour lui faire une injection qui le plonge dans un coma si profond, qu'il passe pour mort. Elle remet alors la dépouille à Alexander, le directeur de la Franchise, qui organise ses funérailles et se réjouit d'y assister. Au milieu de la cérémonie, Diana utilise un faux rouge à lèvres pour déposer le sérum sur ses lèvres et embrasse 47, ce qui le sort de sa léthargie. 47 élimine tout le monde, y compris Alexander, mettant fin aux activités de la Franchise. Diana profite de la dissolution de la Franchise pour relancer son agence et en prendre la tête par la même occasion.
Elle reste la seule personne à avoir réussi à véritablement piéger 47, même si elle a profité d'une faute d'inattention de celui-ci. Dans Hitman: Absolution, le joueur peut enfin voir son visage, Diana étant la cible de 47 dans le tutoriel.
Dans la trilogie entamée en 2016, elle débute aussi en tant qu'agent de liaison de 47, le soutenant auprès de sa hiérarchie et d'Erich Soders, chef de l'ICA. Elle finit par rejoindre Providence, lorsqu'elle apprend que 47 est l'assassin responsable de la mort de ses parents, plusieurs décennies auparavant. Finalement, elle revient aux côtés de l'agent 47, et il s'avère que cette trahison n'était qu'une stratégie pour permettre à 47 d'éliminer le Constant et Providence.
Dans la trilogie Hitman: World of Assassination, elle est interprétée par Jane Perry, qui lui prête sa voix et son physique.

### Agent Smith
L'agent Smith est un agent de la CIA qui, du fait de son incompétence, a tendance à se faire capturer et emprisonner par les personnes qu'il est chargé d'espionner. Ainsi, l'ICA charge fréquemment 47 de profiter d'une mission pour lui porter secours. Lorsque 47 le libère, Smith est toujours en train d'être torturé en caleçon (aux couleurs du drapeau américain). Smith semble considérer 47 comme un ami, ce qui n'est pas réciproque, 47 le voyant plutôt comme un contretemps et un incapable à force de le sauver sans cesse.
À la fin de Blood Money, Smith prend contact directement avec 47 pour lui demander de sauver le président. Surpris et énervé par les familiarités de Smith, 47 le plaque au sol, sort son arme, et menace de l'abattre s'il ne lui fournit pas une somme d'argent intéressante en échange.
Smith réapparaît à nouveau à plusieurs reprises dans la trilogie Hitman World of Assassination, débutée en 2016. Ainsi, à Hokkaidō au Japon, il se retrouve enfermé dans une morgue, à la merci de trafiquants d'organe quand 47 le libère. Sur l'île Ambrose, il est prisonnier des pirates locaux et victime de torture.
Il apparaît également, uniquement sous forme de « clins d'oeil », notamment au cours du niveau "Port de Hantu" et à Berlin, dans le troisième opus après le reboot de la licence.
Dans le DLC de World of Assassination "Le Banquier" sorti le 6 juin 2025 qui se déroule à Paris, l'agent Smith participe à la partie de poker avec l'agent 47 et Le Chiffre qui est la cible de 47 (interprété par Mads Mikkelsen dans le DLC). L'agent Smith libère l'agent 47 dans le sous-sol du Palais, s'ensuit l'étonnement de Smith qui, pour une fois, a sauvé 47, alors que dans les autres apparitions de Smith ce fut l'inverse. Puis Smith donne ses vêtements à 47, qui s'était retrouvé sans son costume, pour finir la partie de poker avec Le Chiffre. L'agent Smith se retrouve de nouveau en caleçon aux couleurs du drapeau américain comme lors de ses précédentes missions, et peut participer à la partie de poker si le joueur n'a pas pris son invitation à la partie de poker.

### Mei Ling
Mei-Ling (Lei Ling dans le premier opus) est une jeune chinoise utilisée comme esclave sexuelle dans le bordel appartenant à Lee Hong à Hong Kong. En route pour assassiner Hong, 47 la fait évader en échange d'information sur sa cible. Dans Silent Assassin, 47 la retrouve de nouveau comme prostituée, cette fois dans le château du puissant criminel japonais Masahiro Hayamoto. Consterné, 47 accepte de la faire sortir encore une fois.
Mei-Ling est la première femme à avoir embrassé 47, pour le remercier de l'avoir sorti de l'emprise de Hong. Cette scène a lieu deux fois : une première fois dans Tueur à gages et une seconde dans Contracts lorsque 47 revit en flash-back ses anciennes missions. La réaction de 47 au baiser diffère selon la version. Dans l'original, la réaction de 47 est un mélange de surprise et de révulsion tandis que dans le remake, il éprouve un certain effarement.

## Hitman: Tueur à gages

### Les cinq «pères» de 47

#### Dr Otto Ort-Meyer
Le Dr Otto Ort-Meyer est un médecin allemand à l'origine de la série de clones tueurs dont fait partie 47. Étudiant en médecine, ces théories sur la génétique sont considérées comme complètement fumeuses par ses pairs. Pourtant, Ort-Meyer est convaincu que la recombinaison génétique et le clonage pourraient permettre de créer l'être humain ultime.
Renié, Ort-Meyer s'engage dans la Légion étrangère au cours des années 1950 où il est affecté, avec Lee Hong, Pablo Belisario Ochoa, Frantz Fuchs et Arkadij Jegorov, à la surveillance d'un centre de recherche en Indochine française. Rapidement, leurs hautes performances les conduisent à être choisis pour un programme expérimental de création d'organes et de corps de remplacement. Les cinq camarades en profitent pour se lancer dans leurs propres recherches, créant des clones d'eux-mêmes dans le but de s'assurer ainsi une jeunesse éternelle. Mais le projet est avorté par la découverte et la destruction complète de leur laboratoire et contraint l'équipe à retourner dans la Légion pour y finir leur service.
Tandis que ses quatre camarades repartent dans leur pays respectifs mener diverses activités criminelles, Ort-Meyer poursuit ses recherches clandestines dans un faux asile en Roumanie, financés par ses anciens amis qui, en échange, reçoivent des dons d'organes clonés pour ralentir leur vieillissement. Créant des dizaines de clones dans le but d'obtenir l'assassin idéal dès les années 1960, aidé par le personnel de son faux asile, il entraîne ses créations à tuer et à ne pas s'embarrasser de sentiments et, pendant une trentaine d'années, les regarde grandir. Bien vite, le clone 47 devient son élément le plus prometteur en surpassant largement tous ses congénères.
Le but d'Ort-Meyer semblait être de monter une armée de clones surentraînés et dénués de conscience pour monter un empire criminel ou même contrôler un pays. Seul problème, dans les années 1990, ses anciens camarades découvrent son programme et commencent à faire pression sur lui pour réclamer leur part du gâteau. Il organise alors l'évasion de 47 de son propre asile et l'envoie éliminer ses créateurs un par un à son insu en passant des contrats avec l'Agence. Finalement, il envoie 47 en mission dans son ancien asile pour éliminer le Dr Odon Kovacs dans le but de le reprendre en sa possession. En effet, la mission est un vrai guet-apens : dès que 47 arrive sur les lieux, Ort-Meyer appelle les forces spéciales de la police qui encerclent l'asile. Bloqué, 47 n'a d'autre choix que de se réfugier dans le laboratoire caché d'Ort-Meyer, dans les sous-sols de l'asile. Là-bas, Ort-Meyer lance sa toute dernière série de clones, la série 48, pour maîtriser 47 mais celui-ci les élimine successivement. Malgré ses phrases sur l'amour paternel, Ort-Meyer meurt à son tour des mains de 47.

#### Lee Hong
Lee Hong est le fils d'un dirigeant d'une triade chinoise, la triade du Dragon Rouge, il est envoyé par ses parents dans la Légion étrangère pour le protéger. À son retour, il succède à son père et fait prospérer son empire au point de se trouver à la tête de la plus puissante triade de Hong Kong. Surprotégé, toujours escorté par Zun, son garde du corps personnel, il a également corrompu le chef de la police afin de pouvoir régner en paix.
Pour affaiblir son emprise afin de pouvoir l'approcher, 47 provoque une guerre des gangs en mettant les meurtres d'un émissaire d'une autre puissante triade et du chef de la police sur le compte du Dragon Rouge. Finalement, il finit par approcher Hong au cœur de son siège, derrière le restaurant Wang Fu servant de façade, puis à l'éliminer.

#### Pablo Belisario Ochoa
Pablo Belisario Ochoa est un seigneur de la drogue colombien, né à Cali durant les années 1930. À 18 ans, ses activités criminelles prennent déjà de l'ampleur, accumulant les condamnations comme le meurtre d'un rival pour une histoire de fille. Il échappe au jugement en usant de ses contacts dans le milieu du crime, assassinant le juge chargé du dossier. Il s'exile un temps dans la Légion étrangère, puis retourne en Colombie en 1955 où il se bâtit un empire de la drogue. Cependant, après être entré en guerre avec d'autres cartels, il est obligé de se réfugier dans son QG au milieu de la forêt amazonienne. C'est jusque là-bas que 47 ira le chercher.
Le personnage de Pablo Belisario Ochoa est inspiré de celui de Tony Montana dans Scarface.

#### Frantz Fuchs
Frantz Fuchs est un terroriste autrichien d'extrême droite né à Linz en 1929. Embrigadé dans les Jeunesses hitlériennes avec l'aval de son père, il est bouleversé par la défaite des nazis en 1945. Il rejoint alors la Légion étrangère où il continue d'exercer ses compétences dans les explosifs et les assassinats. Après avoir quitté le service en 1955, il sombre dans le terrorisme et devient l'un des criminels les plus recherchés du monde.
Lorsque 47 le retrouve, Fuchs s'apprêtait à faire exploser une bombe nucléaire pendant le sommet du G7 à Budapest en Hongrie. Il est assisté de Fritz, son frère, qui agit sous une couverture de dentiste. Frantz Fuchs se fait alors passer pour un certain Björn Wulff.
Il existe un véritable Franz Fuchs qui est aussi un terroriste, mais il n'est pas certain qu'IO Interactive s'en soit inspiré pour créer ce personnage.

#### Arkadij Jegorov
Arkadij Jegorov, aussi connu sous le nom de Boris Ivanovich Deruzkha, est un trafiquant d'armes, né au cours des années 1930 à Semeï, alors Semipalatinsk, au Kazakhstan. Son enfance se passe dans une pauvreté extrême, sous l'égide de loyaux apparatchiks. Il en éprouve une haine profonde envers le régime communiste. À 15 ans, il entre dans le milieu du crime et commence à voler des armes aux soviétiques pour les revendre à des nationalistes cosaques. Son père le dénonce aux autorités mais Jegorov fuit la police en se cachant dans les montagnes avant de partir en France rejoindre la Légion étrangère au début des années 1950. À l'issue de son service en 1955, Jegorov décide d'établir un trafic d'armes entre la Turquie et l'Iran qui prospère au point de devenir l'un des réseaux les plus importants au monde.
Lorsque 47 l'élimine à Rotterdam en 2000, Jegorov volait des armes nucléaires pour le compte de son frère, le parrain de la mafia russe Sergeï Zavoratko.

### Dr Odon Kovacs
Le Dr Odon Kovacs a fait ses études de médecine à l'université de Bucarest, et a ensuite obtenu un poste dans l'hôpital psychiatrique roumain d'Ort-Meyer. Il est spécialisé dans la manipulation mentale et les sciences du comportement et semble avoir fait des recherches illégales sur les patients de l'hôpital. Il a également fait partie du personnel médical responsable des expérimentations sur le clonage d'Ort-Meyer.
Pour attirer 47 dans son piège, Ort-Meyer place un contrat sur la tête de Kovacs. La raison ayant poussé Ort-Meyer à commanditer la mort de ce médecin est inconnue. Lorsque 47 rentre dans son bureau, Kovacs le reconnaît et, terrifié, l'implore et s'excuse pour tout ce qu'il lui a fait subir, en vain.

### Série de clonesno48
La série 48 est la dernière série de clones créée par Ort-Meyer. Ce dernier a corrigé le seul défaut qui ne rendait pas 47 assez docile : leur humanité. Leur absence totale de sentiments fait de ces clones de véritables machines à tuer sans âme ni pitié.
Lorsque 47 pénètre dans le laboratoire d'Ort-Meyer, celui-ci lance la série 48 pour l'éliminer. Mais si la suppression de leur conscience les a rendu moins farouches, ils sont cependant moins efficaces. 47 parvient à les éliminer, avant de s'occuper de leur créateur.

## Hitman 2: Silent Assassin

### Père Vittorio
Le Père Vittorio est le prêtre de l'église de Gontranno, située près de Palerme en Sicile. Il accueille et héberge 47 lorsque celui-ci, bouleversé par son passé, se met à chercher des réponses à son existence dans la religion chrétienne. Pendant un certain temps, 47 travaille (probablement bénévolement) comme jardinier pour Vittorio. Le curé devient le premier ami et confident du tueur, en l'aidant à soulager sa conscience pour tirer un trait sur son passé et commencer une nouvelle vie.
Malheureusement, le criminel russe Sergeï Zavoratko fait enlever le prélat par un parrain de la mafia locale, Don Giuseppe Gulliano. Retenu captif dans un lieu inconnu, Vittorio reste introuvable durant une grande partie du jeu. Finalement, 47 retrouve et libère son ami mais, désabusé par la tournure des événements, décide de s'éloigner de Vittorio afin de ne plus lui causer d'ennuis. Lors des adieux, Vittorio remet son chapelet à 47. Celui-ci l'accepte, mais le laisse dans le potager qu'il entretenait.

### Sergei Zavoratko
Sergei Zavoratko est un parrain de la mafia russe et un important trafiquant d'armes. Il est le principal ennemi de 47 dans Silent Assassin.
Frère d'Arkadij Jegorov, (ce qui en fait « l'oncle » de 47), c'est un spécialiste du transport d'armes chimiques, biologiques, radiologiques et nucléaires (CBRN). En menant des recherches sur les anciennes activités de son frère, il découvre les opérations de clonage d'Ort-Meyer, financièrement entretenues par Jegorov, ce qui l'amène à découvrir l'existence de 47.
Dans les sous-sols ravagés de l'asile d'Ort-Meyer, il met la main sur les cassettes de vidéosurveillance ayant filmé le carnage perpétré par 47. Fasciné, il retrouve la trace du tueur en Sicile, alors que ce dernier se trouve en retraite chez le père Vittorio. Zavoratko décide alors de faire kidnapper le prêtre afin d’obliger l’ex-tueur à reprendre du service pour son propre compte. Comme prévu, 47 reprend contact avec l'Agence, et Zavoratko commandite anonymement l'assassinat de ses partenaires commerciaux. En vérité, ces meurtres constituent une diversion du terroriste qui utilise 47 pour assembler les composants d'un missile nucléaire capable de franchir le bouclier antimissile américain afin de le vendre à une puissante et dangereuse secte sikh, le « Culte ». Son but est toutefois découvert par les Nations unies, obligeant Zavoratko à s'empresser de se couvrir en effaçant les preuves de son implication, dont 47. Il engage 17, un clone d'Ort-Meyer, pour abattre 47, mais celui-ci échoue. Il décide alors d'attendre le tueur dans l'église de Gontranno en Sicile, en l'appâtant avec Vittorio. Une fusillade éclate dans le sanctuaire, à l'issue de laquelle 47 élimine Zavoratko et tous ses hommes de main avant de libérer Vittorio.

### Homme mystérieux
L'Homme mystérieux, du nom que lui ont donné les joueurs anglophones (Mystery Man), est un homme dont le nom et les objectifs ne sont pas connus et qui apparaît brièvement aux côtés de Zavoratko dans le jeu.
Peu de choses transparaissent à son sujet, à part qu'il déclare lui-même avoir aperçu 47 lorsqu'il était à Rotterdam pour assassiner Jegorov. Il apparaît comme conseiller de Zavoratko, lui faisant part de son intérêt pour 47. C'est enfin lui qui convainc Zavoratko d'assassiner 47 à la fin du jeu.
Il est possible que cet homme manipulait en réalité Zavoratko pour le doubler et qu'il soit celui qui le dénonce aux Nations unies.

### 17
17 est l'un des premiers clones d'Ort-Meyer. Simple prototype, il est le bras droit de Zavoratko et est employé par ce dernier pour éliminer 47 qu'il tentera d'assassiner à deux reprises, la seconde fois à ses dépens. Alors que les clones 48 ont tous été abattus par 47, 17 semble avoir miraculeusement échappé au carnage qui a coûté la vie à Ort-Meyer. En dehors de 47 et de la série 48, il est le seul clone d'Ort-Meyer aperçu dans les jeux. Son apparence est en tout point identique à 47, si l'on excepte toutefois sa cravate orange, ses lunettes de soleil et son oreillette. Son costume réapparaît dans le mode Freelancer de Hitman 3 où il est offert en récompense de maîtrise.

## Hitman: Contracts
Hitman: Contracts se déroule au cours d'une mission à Paris pour assassiner trois personnalités. Le déroulement de l'assassinat des deux premières est abordé dans Hitman: Blood Money tandis que l'assassinat de la troisième est véritablement décrit dans Hitman: Contracts.
Les apparences de d'Alvade et de Delahunt diffèrent entre Contracts et Blood Money.

### Alvaro d'Alvade
Alvaro d'Alvade, originellement appelé Philippe Berceuse dans Contracts, est un ténor (portugais dans Contracts, italien dans Blood Money) de renommée mondiale.
Sa carrière est ternie lorsqu'il est suspecté de pédophilie en 1997 mais les charges contre lui sont levées lorsque l'enfant violé qui devait témoigner disparaît. Le corps de ce dernier est retrouvé dans un ravin et, bien que les policiers tentent de mettre le meurtre sur le dos de d'Alvade, l'enquête conclut à un suicide.
Lorsque 47 l'élimine, il joue à l'opéra de Paris le rôle de Mario Cavaradossi dans la pièce Tosca où il obtient un succès triomphal, mais de courte durée.

### Richard Delahunt
Richard Delahunt est l'ambassadeur américain au Vatican et un grand amateur d'Alvaro d'Alvade. Il est aussi impliqué dans des trafics de prostitution de mineurs, exploitant des enfants d'Europe de l'Est. Lorsque 47 le retrouve, il assiste aux répétitions de son idole, et accessoirement « compagnon », dans une loge privée et sous haute protection.

### Albert Fournier
Albert Fournier est un inspecteur de police corrompu et un grand ami de Delahunt et d'Alvade.
Fournier découvre l'identité de 47 et ce qu'il vient faire à Paris. Lorsque 47 quitte l'opéra une fois ses deux cibles exécutées, Fournier l'attend et lui tire dessus. Touché à l'abdomen, 47 a juste le temps de fuir et de s'écrouler dans sa chambre d'hôtel, non sans avoir auparavant informé l'Agence de son état. C'est pendant son agonie qu'il revit en rêve certains de ses anciens contrats qui composent les missions de Contracts. Un médecin de l'Agence s'introduit dans l'hôtel pour le remettre sur pied, puis prend la fuite lorsqu'il voit que la police commence à encercler l'hôtel, laissant 47 récupérer.
Quand 47 reprend conscience, l'hôtel est encerclé par le GIGN, sous la direction de Fournier, qui lance une équipe d'intervention dans le bâtiment. Malgré tout, 47 parvient à s'enfuir vers l'aéroport Paris-Charles-de-Gaulle, non sans avoir abattu Fournier au passage.

## Hitman: Blood Money

### Alexander Leland Cayne
« Jack » Alexander Leland Cayne, aussi appelé Leland Alexander, est un ancien directeur du FBI, narrateur d’Hitman: Blood Money et principal antagoniste du jeu.
Issu d'une famille à la fortune colossale, l'avenir prometteur d'Alexander est brutalement interrompu par un accident de travail qui le laisse paraplégique. Il parvient malgré tout à suivre une brillante carrière professionnelle, sans jamais s'ôter de la tête que la raison de sa paraplégie était peut être une tentative d'assassinat. Cette idée l'a amené à s'intéresser au profil de tueurs au point d'être considéré comme un spécialiste de ce domaine.
Alors qu'il était encore directeur du FBI, Cayne prend connaissance des recherches d'Ort-Meyer et découvre l'existence de 47. Avec l'aide de ses contacts de la CIA, Alexander consacre toute son énergie à traquer le tueur pour l'éliminer avant que son ADN ne tombe entre les mains de gens mal intentionnés. Les événements de Blood Money sont racontés par Cayne, via des flashbacks revenant sur la carrière de 47, lors d'un entretien avec le journaliste Rick Henderson.
Mais l'interview accordée à Henderson n'a en réalité aucun autre but que de manipuler l'opinion publique. Officieusement, Cayne est aussi le dirigeant de la Franchise, une agence de tueurs à gages rivale de l'ICA. S'il prétend publiquement s'opposer au clonage, son objectif est surtout d'éliminer 47 et de s'approprier son matériel génétique afin que la Franchise ait le monopole sur la technologie des clones tueurs léguée par Ort-Meyer. Grâce aux travaux du scientifique, la Franchise produit également des clones, mais ceux-ci souffrent de plusieurs défauts, notamment d'albinisme. De plus, leur espérance de vie n'est que de 18 mois. Mettre la main sur 47, le meilleur assassin du monde, permettrait à la Franchise de remédier à ces imperfections.
Au début du jeu, le vice-président des États-Unis meurt dans un attentat maquillé en accident de la route. La Franchise le remplace par Daniel Morris, un politicien véreux à la solde de l'Alpha Zerox, une branche secrète du gouvernement opposée à la légalisation du clonage et désireuse de contrôler le bureau ovale. En effet, Tom Steward, le président des États-Unis, est favorable à la légalisation du clonage alors que l'Alpha Zerox (dont la Franchise n'est qu'une branche) veut garder cette technologie pour son propre compte. À la fin du jeu, Cayne charge son bras droit, Mark Parchezzi III, d'assassiner Tom Steward pour que Morris prenne le pouvoir et interdise le clonage, mais 47 réussit à l'en empêcher.
En toute fin du jeu, au moment de l'entretien avec Henderson (les autres événements étant racontés sous forme de flashbacks), Alexander croit avoir réussi à éliminer 47. L'ICA est sur le point de disparaître car tous ses agents ont été abattus par les tueurs de la Franchise. Cayne croit alors que Diana Burnwood a accepté de retourner sa veste pour s'allier à la Franchise et piéger 47 en échange d'une place d'infirmière personnelle. Diana trahit 47 et offre son corps à Alexander, qui organise rapidement une cérémonie funèbre ainsi qu'une crémation. Néanmoins, Diana s'était en fait contentée de plonger 47 dans une sorte de coma simulant la mort. Elle le réveille et s'en va peu de temps avant son incinération pour qu'il élimine toutes les personnes présentes dans le crématorium. Une fois debout, 47 assassine tout le monde, y compris Cayne.

### Rick Henderson
Rick Henderson est un journaliste qui, dans le cadre de son enquête sur la légende du clone tueur 47, s'entretient longuement avec Alexander Leland Cayne. Ce dernier lui relate les événements marquants des derniers mois de la vie de 47, tout en déformant les faits pour se couvrir et blâmer 47. Au terme de l'entretien, Henderson est invité aux funérailles de 47 par Alexander. Mais lorsque 47 « ressuscite » au milieu de la cérémonie, il est éliminé par celui-ci comme les autres invités. Bien qu'Henderson n'était pas au courant des activités officieuses d'Alexander, 47 l'élimine pour être sûr qu'il ne dévoile jamais son identité au grand jour.

### Mark Parchezzi III
Mark Parchezzi III, dit Mark III, est le meilleur clone-assassin de la Franchise. Il est plusieurs fois fait allusion à ses meurtres dans les journaux du jeu, comme notamment l'assassinat du vice-président des États-Unis Spaulding Burke qui a permis à la Franchise de le remplacer par Daniel Morris. Bras droit d'Alexander Leland Cayne, Mark Parchezzi III est à l'origine de la disparition de la majorité des employés de l'ICA.
Il peut être considéré comme l'équivalent de 47 pour la Franchise : comme lui, il est passé maître dans l'art du camouflage et de l'assassinat et possède un tempérament calme et froid. Préoccupé par sa propre mortalité, il essaye de perfectionner les techniques de clonage et voudrait ainsi mettre la main sur l'ADN de 47. Souffrant d'albinisme à l'instar des autres clones de la Franchise, Mark Parchezzi III est surnommé « l'Albinos ».
À la fin du jeu, il est chargé par Cayne d'assassiner le président des États-Unis, afin que Daniel Morris prenne le pouvoir et interdise le clonage. 47 fait échouer l'opération et une fusillade éclate entre 47 et Mark III dans les bureaux de la Maison-Blanche. Elle se poursuit sur le toit où 47 élimine le tueur albinos. La version officielle est que Mark III a été abattu par les services de sécurité de la Maison-Blanche après avoir assassiné le vice-président Daniel Morris. En réalité, c'est bien 47 qui a assassiné l'usurpateur Daniel Morris, sauvé le président, et abattu Mark III.

### Mark Purayah II
Mark Purayah II, dit Mark II, est un clone-assassin et le chef des Crows, un groupe de tueurs à la solde de la Franchise. Lorsque 47 l'élimine, Mark II essayait de profiter de Mardi Gras pour assassiner Jimmy Cilley, le secrétaire à la Sécurité intérieure des États-Unis lors d'un discours à La Nouvelle-Orléans.
Mark II est une version moins perfectionnée de Mark III, mais leur apparence est en tout point identique. Il a existé ou il existe probablement un Mark I, mais celui-ci n'apparaît pas dans le jeu.

### Daniel Morris
Daniel Morris est le vice-président des États-Unis, placé en intérim après la mort suspecte de son prédécesseur, Spaulding Burke. Morris a été placé par la Franchise, sur offre de l'Alpha Zerox, pour contrôler le Bureau ovale. Il n'a cependant pas beaucoup de pouvoir et est souvent chargé de certaines tâches subalternes comme promener le chien de la Première dame. Cependant, la Franchise prévoyait de lui faire prendre réellement le contrôle du pays en chargeant le clone Mark Parchezzi III de tuer le président Stewart favorable à la légalisation du clonage. Ainsi, Morris aurait pu définitivement interdire le clonage et la Franchise aurait gardé la technologie pour elle seule. 47 met un terme à ces plans, mais la mort de Daniel Morris est vécue par l'opinion publique américaine comme la plus grande tragédie depuis le 11 septembre.

## Hitman: Absolution

### Blake Dexter
Blake Dexter (de son nom complet Blake Cornwallis Dexter) est l'antagoniste principal du jeu. Il possède la compagnie Dexter Industries et est un bienfaiteur de la ville de Hope, située au Dakota du Sud, dont son fils Lenny est le dirigeant d'un gang de rue local. Lors des événements d'Absolution, il souhaite s'approprier Victoria, une jeune fille génétiquement modifiée par l'Agence (tout comme l'a été 47 avant elle) et parvient à la capturer à l'aide de son bras droit Wade et de son fils Lenny. Pourchassé par 47, il sera finalement retrouvé par le tueur et assassiné sur l'héliport de sa résidence de Blackwater Park, située à Chicago.

### Benjamin Travis
Benjamin est le nouvel agent de liaison de 47 avec l'ICA, il remplace Diana dont il commandite l'assassinat au début du jeu en accusant celle-ci d'avoir soi-disant « trahi » l'agence alors qu'il recherche en réalité lui-même Victoria pour son propre intérêt.
47 l'abat à la toute fin du jeu après avoir éliminé ses trois gardes d'élite.

### Jade
Elle travaille pour l'ICA en tant qu'assistante de Benjamin Travis.
Doutant de plus en plus des agissements de son supérieur et ayant de moins en moins confiance en lui, elle trouve la mort, tuée par 47 alors qu'elle entreprend des fouilles illégales sur le cimetière où sont conservés les membres défunts de la famille Burnwood.

### Les Saintes
Elles sont un groupe de neuf femmes assassines déguisées en nonnes utilisé par l'Agence.
Elles sont considérées comme le deuxième meilleur atout de l'Agence après 47. Chargées de supprimer l'agent 47 par Benjamin Travis, elles échoueront et seront éliminées une par une.

#### Membres
- Lasandra Dixon (commandante)
- Jacqueline Moorehead
- Heather McCarthy
- Marie Garnier
- Agnija « Aggie » Radoncic
- Dijana « Di » Radoncic
- Jennifer Anne Paxton
- Louisa Cain
- « Boo »

### Victoria
Victoria est une jeune fille dont on sait très peu de choses. Elle possède un collier (ressemblant à une sorte de clé USB) qu'elle doit porter en permanence afin de la rendre plus forte (entre autres). Elle est enlevée et génétiquement modifiée pour devenir une tueuse comme 47 après qu'on lui ait fait subir des modifications et des opérations semblables à celles faites à 47 lorsqu'il était plus jeune. Diana Burnwood n'a pas pu accepter qu'on refasse ça à une enfant et l'a donc enlevée pour la protéger. Après avoir été blessée par 47, Diana lui demande de s'enfuir avec l'adolescente et de la protéger de Travis afin d'empêcher les docteurs de l'Agence de la rendre comme lui.

### Lenny Dexter
Surnommé « Lenny la patte folle » (« Lenny The Limp » en V.O.) par Wade en raison de sa démarche boiteuse. Il est le fils de Blake Dexter et le leader des Hope Cougars, un gang de la ville de Hope, Dakota du Sud. Il sera enlevé par 47 afin de lui soutirer des informations sur l'enlèvement de Victoria par son père. Cependant, 47 se rend compte que Lenny n'est qu'un homme faible mentalement jouant les gangsters. Lorsque 47 l'oblige à creuser une tombe dans le désert tout en l'interrogeant au sujet de Victoria, celui-ci le supplie de ne pas le tuer. Dès lors, 47 peut choisir d'achever Lenny ou de l'abandonner.

### Le Roi de Chinatown
Le Roi de Chinatown est un trafiquant de drogue opérant à Chinatown (à Chicago), dont il a le contrôle. 47 est chargé de le tuer par Birdie en échange de renseignements.

### Hope Cougars
Les Hope Cougars sont un gang de rue dirigé par Lenny Dexter et basé dans la ville de Hope, dans le Dakota du Sud.

#### Membres
- Lenny Dexter (leader)
- Tyler Colvin
- Landon Metcalf
- Gavin LeBlond
- Mason McCready
- Luke Wheeley

### Birdie
Birdie est un informateur de 47.
On le rencontre la première fois dans un bus. Il trahira par la suite 47 en donnant des informations sur lui à ses ennemis. On ne sait pas ce qu'il devient ensuite.

## TrilogieHitmanWorld of Assassination
En 2016, le studio danois IO Interactive débute un reboot de la série Hitman, édité au départ par Square Enix, puis par le studio lui-même. Une trilogie est prévue et le premier opus, Hitman sort en 2016. Il sera suivi par deux suites, Hitman 2 en novembre 2018 et Hitman 3 en janvier 2021. Ce troisième et dernier jeu, qui conclut cette série de reboots sera par la suite renommé en World of Assassination pour inclure la totalité du contenu des trois jeux de la trilogie. Cette nouvelle trilogie, qui conserve la plupart des personnages principaux (comme 47 et Diana Burnwood) et récurrents (à l'instar de l'agent Smith), introduit cependant de nouveaux personnages principaux et surtout antagonistes en même temps qu'une nouvelle trame pour l'histoire.

### Providence

#### Description
Providence est le nouvel antagoniste principal de la trilogie. Il s'agit d'une organisation internationale, composée de personnalités influentes du monde politique, des affaires, de l'art, de scientifiques, et dirigée par les représentants des plus riches familles et compagnies du monde, appelés « Partenaires ». Ces familles se sont unies de nombreuses années avant le début du jeu, dans le but de maîtriser la politique et l'économie mondiale, et, pour ses membres, de conserver leur pouvoir et leur influence personnelle. Providence possède plusieurs niveaux d'importance accordés à ses membres, le plus élevé étant celui de « Constant », qui est le chef suprême de l'organisation. On trouve en-dessous, les « Partenaires », au nombre de trois, membres exécutifs et réels décideurs des actions réalisées. Le titre de « Héraut » ou « Messager », désigne lui l'ensemble des membres n'étant pas de simples « agents », à l'importance plus ou moins forte pour l'organisation.
Les membres associent également leurs entreprises à Providence, lui permettant d'assurer sa mainmise sur l'économie, avec le contrôle d'entreprises fictives comme Hamsun Oil, Quantum Leap...
La société a été créée au lendemain de la Seconde Guerre mondiale, en 1945, par les ancêtres des « Partenaires » visibles à l'époque du jeu, issus des trois familles majeures, les Ingram, les Carlisle et les Stuyvesant. Les membres fondateurs se nomment Douglas Ingram, Thomas Carlisle et Eckhart Stuyvesant, anciens amis d'université, et ont pour but de restaurer la stabilité mondiale, et d'assurer l'influence de leurs vieilles familles, à la puissance en déclin
Providence peut être rapprochée de certaines sociétés secrètes au fonctionnement obscur, de par sa culture de la discrétion, la réunion de personnalités influentes, et le désir d'influer sur l'ordre mondial en ayant une influence au-delà des gouvernements nationaux.

### Personnages récurrents

#### Le «Constant»
Arthur Edwards, le "Constant", est le contrôleur en chef des actions de Providence. Il apparaît en jeu, comme dans de nombreuses cinématiques et briefings, c'est un personnage-clé de la trilogie, pouvant être considéré comme l'antagoniste absolu de l'agent 47.
Il est impliqué dans la création du projet d'assassin amélioré qui aboutit au clonage de 47, et du Sujet 6, Lucas Grey, et surtout aux mauvais traitements qu'ils ont subis. Ils gardent donc tous deux une envie de revanche sur le « Constant ».
C'est un personnage extrêmement intelligent, et qui se sert de ses aptitudes à l'intrigue pour toujours parvenir à ses objectifs, quels qu'ils soient. Il arrive ainsi à persuader les hommes de Grey de le relâcher et donc à s'échapper alors qu'il est leur prisonnier.
Ses relations avec les "Partenaires" sont cependant dégradées, du fait de son incapacité à prévenir l'assassinat par 47 des agents de l'organisation et des rivalités de pouvoir au sein du groupe. Il cherche en effet à acquérir plus de pouvoir et d'influence au sein de Providence, notamment en y adoubant Diana Burnwood, récemment arrivée après sa trahison de l'agent 47, qui s'avère n'être qu'une ruse.
Il est tué par 47 au cours d'un voyage dans son train privé au cœur des Carpates, alors qu'il cherchait à convaincre celui-ci de le rejoindre.

#### Les «Partenaires»
- Alexa Christine Carlisle
- Carl Ingram
- Marcus Stuyvesant

#### Les «Messagers»
- Yuki Yamazaki
- Nolan Cassidy
- Eugene Cobb
- Athena Savalas
- Alexander Fanin, banquier et responsable des actifs de l'organisation
- Thea Shelley
- Don Archibald Yates, responsable juridique
- Tamara Vidal

#### Autres membres
- Robert et Sierra Knox
- Otto Wolfgang Ort-Meyer
- Claus Hugo Strandberg, possédant des fonctions financières dans l'organisation
- Erich Soders
- Reza Zaydan
- Silvio Caruso
- Francesca De Santis
- Zoe et Sophia Washington
- Thomas Cross

#### Le «Client de l'Ombre»
Le « Client de l'Ombre » (« Shadow Client » en anglais) est le nom donné à l'ami d'enfance de l'agent 47. Autrefois connu sous le nom de « Sujet 6 », il se fait maintenant appeler Lucas Grey. Clone créé par Ort-Meyer à l'instar de 47, il conserve toutefois sa mémoire après la chute de l'orphelinat et la fin du projet secret, et avec elle la totalité des souvenirs liés aux sévices que lui ont fait subir, à lui et 47, leurs concepteurs et la société à qui ils étaient liés, Providence. Son intention est donc de prendre sa revanche sur ses anciens maîtres, et d'y associer son ancien ami, qui ne se souvient plus de lui.
Pour cela, il fonde la « milice », groupe paramilitaire armé basé au Colorado et se sert de son influence et de son intelligence pour éliminer un par un tous les membres de Providence. Il utilise également la force de frappe de l'ICA et de son agent, 47, pour faire assassiner ses cibles les mieux protégées, en les faisant passer pour des contrats "personnels", commandités par d'autres personnes.
Finalement, lorsque l'ICA découvre la manipulation dont elle est victime, elle se retourne contre lui et se lance à sa poursuite, en commençant par éliminer ses lieutenants : Sean Rose, chef de la "milice", Alma Reynard, petite amie de ce dernier, Wazir Kale, pirate connu sous le nom du « Maelström » ce qui n'est pas pour déplaire aux décideurs de Providence, qui voient là un bon moyen de se débarrasser du « Client de l'Ombre » qui menace leurs membres, définitivement.
Enfin, 47 et Diana Burnwood, qui n'apprécient plus d'être manipulés, cette fois par Providence, décident de s'allier à Lucas Grey, qui s'avère être l'ami d'enfance de 47. Avec l'aide d'Olivia Hall, hacktiviste au service de Grey, ils se lancent dans la traque finale des membres de Providence, ce qui coûtera la vie à Grey. Capturé au cours d'une mission, il préfère en effet se suicider plutôt que de trahir ses amis.
Il est interprété par John Hopkins.

### Hitman(2016)

#### Viktor Novikov
Viktor Novikov est un magnat de la haute couture d'origine russe. Dirigeant de la maison Sanguine, il organise au moment de son assassinat un défilé à Paris, qui sert de couverture à une vente aux enchères de données issues du réseau d'espionnage dirigé par sa compagne, Dalia Margolis. Peu avant le défilé durant lequel il meurt, il a rendez-vous avec Lucas Grey pour lui transmettre des informations sur Providence.

#### Silvio Caruso
Silvio Caruso est un chercheur, biologiste spécialiste des virus, et créateur d'un virus mortel touchant les cibles selon leur ADN. Rattaché à la société multinationale ETHER et membre de Providence, il est devenu trop « encombrant », et son caractère impulsif dérange la société, qui préfère confier le projet à son assistante, Francesca De Santis, seconde cible de la mission. Le contrat qui le vise est en fait issu du "client de l'ombre" et vise à éliminer l'un des principaux agents de Providence.

#### Claus Strandberg
Claus Hugo Strandberg est un banquier et délinquant financier suédois. Coupable du détournement de plusieurs milliards de dollars au Maroc, il est l'une des cibles de la mission se déroulant à Marrakech. Il est également l'un des responsables financiers de Providence, ce qui lui vaut d'être une cible-clé de Lucas Grey.

#### Thomas Cross
Thomas Cross est un milliardaire et magnat américain de la presse et des médias, vivant sous très haute protection sur son île privée au Costa Rica, ce qui rappelle l'histoire de Charles Foster Kane dans Citizen Kane d'Orson Welles, lui-même inspiré par le patron de presse américain William Randolph Hearst.
Bien qu'il ne soit pas directement la cible d'une mission, il l'est indirectement. En effet, étant l'un des plus importants membres de Providence, il est sur la liste des personnes à éliminer pour le "client de l'ombre", qui cherche donc à l'attirer loin de sa villa de haute sécurité. Pour cela, il fait assassiner par l'ICA son fils, leader d'un groupe de rock, afin de le kidnapper quand il se rendra à ses funérailles. Finalement, la "milice" du Colorado l'exécutera en direct, provoquant la colère, mais surtout la peur des autres agents de Providence.

#### Sean Rose
Sean Rose est un écoterroriste australien, principal lieutenant de Lucas Grey et chef de sa "milice", basée au Colorado. Homme nerveux et atteint de TOC, Rose planifie de nombreuses attaques, sur ordre de Grey, dont celle visant à la capture et à l'exécution de Thomas Cross.

#### Erich Soders
Erich Soders est l'ancien directeur de l'ICA, autrefois opposé à l'arrivée de 47 comme agent, et ayant cherché à le faire échouer aux tests d'entrée. Par la suite, il trahit l'Agence, Diana et 47 en devenant une taupe de Providence au sein de l'organisation et en fournissant des informations sur les différentes cibles visées par leurs clients, ce qui permet à Providence de repérer la stratégie du "client de l'ombre".
Cela fait de lui la cible personnelle de 47 et Diana Burnwood lors d'une mission à Hokkaidō au Japon, où il doit subir une transplantation cardiaque discrète, l'organe inversé étant issu du marché noir. Lors de cette mission, il fait ses retrouvailles avec 47 après plusieurs années de retraite du commandement de l'ICA.

### Hitman 2(2018)

#### Robert Knox
Robert Knox est un ingénieur américain, membre de Providence, spécialisé dans les nouvelles technologies et dirigeant, avec sa fille Sierra, de Kronstadt Industries, entreprise importante pour l'organisation secrète de par son activité : elle produit des composants électroniques et les assemble pour fabriquer des voitures de course, des androïdes et des armes. Il est ainsi impliqué dans plusieurs crimes de guerre, comme le massacre de la Vallée de la Tunga, commis par le dictateur du Khadanyang Jin Po. Il cherche cependant à quitter Providence, se sentant menacé par le "client de l'ombre" qui cherche à faire tomber ses membres du fait de son appartenance à cette dernière, ce qui la pousse à contacter l'ICA pour poser un contrat sur sa tête.

#### Rico Delgado
Rico Delgado est le chef du cartel de drogue colombien Delgado, avec ses complices Andrea Martinez et Jorge Franco. Il est également l'un des alliés du "client de l'ombre", à qui il prête son réseau de communication et de distribution pour faire passer les soldats de sa "milice". Sur ordre de Providence, lui et ses deux complices sont éliminés par l'agent 47.

#### Le Maelström
De son vrai nom Wazir Kale, le Maelström est un pirate indien, responsable de plusieurs attaques sur des supertankers en mer de Chine méridionale et dans le détroit de Malacca. Insaisissable et recherché par la plupart des polices du monde, il est un élément-clé du pouvoir de Lucas Grey en Asie. Au cours d'une mission à Mumbai en Inde, 47, doté uniquement d'une vague description physique de lui, parvient à le tuer au cœur des bidonvilles.

#### Janus
Ancien espion du KGB passé à l'Ouest pour rejoindre la CIA et premier "Constant" de l'organisation Providence, il est l'homme responsable du projet qui a abouti à la création de l'agent 47. Sur la piste de Providence, 47, Lucas Grey et Diana enquêtent sur son passé et se servent de ses liens avec la « Société de l'Arche », société secrète réunissant les personnes les plus influentes au monde, directement liée à Providence, pour remonter jusqu'à l'actuel "Constant" et aux "Partenaires" afin de les neutraliser. Son élimination a pour but de suivre son cercueil afin d'arriver jusqu'au siège de la « Société de l'Arche », qui honore la mort récente de l'espion lors de sa réunion annuelle.

### Hitman 3(2021)

#### Marcus Stuyvesant
Marcus Stuyvesant est un artiste et critique d'art d'origine néerlandaise et l'héritier de la riche famille Stuyvesant, fondatrice de Providence et qui a acquis sa fortune dans l'immobilier. Il est jusqu'à son élimination par 47 l'un des "Partenaires" de l'organisation. Il est le père de Cornelia Stuyvesant.
Comme les deux autres "Partenaires", il fait croire à sa mort pour échapper à 47 et tient sa famille, en particulier sa fille, dans l'ignorance de ses véritables activités au sein de Providence.

#### Carl Ingram
Carl Ingram est un financier et investisseur américain et l'héritier de la famille Ingram, qui a fait fortune dans la prospection minière et l'exploitation pétrolière. Il est le descendant de l'un des trois fondateurs de Providence, et hérite donc du titre de "Partenaire", jusqu'à son élimination par l'agent 47.
Comme les deux autres "Partenaires", il fait croire à sa mort pour échapper à 47 et tient sa famille et ses proches dans l'ignorance de ses véritables activités au sein de Providence.

#### Alexa Carlisle
Alexa Christine Carlisle est une femme d'affaires britannique, héritière de la riche famille Carlisle, qui a fait fortune dans la logistique et les télécommunications. En tant qu'aînée et plus compétente des descendants de la famille, elle obtient le titre de "Partenaire" de Providence.
Elle aussi met en scène sa mort, ne se montrant bien vivante à sa famille que la veille de ses obsèques, jour où 47 est chargé de l'éliminer et où son frère, Zachary Carlisle, est assassiné.

#### Don Archibald Yates
Don Archibald Yates est un avocat et juriste américain vivant en Argentine dans un vignoble dont il est le propriétaire. Il est l'un des "Hérauts" de Providence, et le conseiller juridique de l'organisation, en tant que fondateur du prestigieux cabinet d'avocats new-yorkais "Morgan, Yates and Kohn".
Marié à Valentina Morales, diplomate de talent, il n'hésite pas à anéantir sa carrière pour gagner une affaire, tout en cachant son implication dans cet évènement à sa femme. Don Yates est ainsi un personnage sarcastique et manipulateur, prêt à sacrifier la vie de ses proches pour son bénéfice personnel. Il est également colérique et impulsif, lui arrivant régulièrement de s'emporter contre ses employés ou même sa famille.
Dans une lutte de pouvoir avec Arthur Edwards pour le titre de "Constant", après la chute des "Partenaires", éliminés par 47, il n'hésite pas à faire assassiner ceux qui ne le soutiendraient pas, et resteraient fidèle à Edwards, comme Tamara Vidal ou Diana Burnwood, qui parvient cependant à s'échapper avant.